# ابواسحاق البیری
ابواسحاق، ابراهیم بن مسعود تُجیبی البیری (؟ - ۱۰۶۸م) شاعر عربی اندلسی در سدهٔ پنجم هجری/یازدهم میلادی بود. خاستگاهش حصن العقاب بود در گرانادا شهرت یافت. به البیره تبعید شد. دیوانی کوچک از او به جای مانده است. شعرش به‌کلی حکمت‌آمیز و موعظه‌ای است.